# Beijing International Challenge 2010
Beijing International Challenge to nierankingowy turnieju snookerowy, rozegrany w dniach 19-25 lipca 2010 r. w Pekinie. W turnieju głównym udział wzięło 10 zawodników, podzielonych na 2 grupy. Dwóch najlepszych z grupy uzyskiwało awans do półfinału.

Zwycięzcą został Tian Pengfei, reprezentujący Chiny, który w finale pokonał Walijczyka Ryana Daya 9:3.

## Nagrody finansowe
- Zwycięzca – 40 000 £
- Finalista – 19 500 £
- Półfinaliści – 7500 £
- Najwyższy break – 2500 £
- Break maksymalny – Hyundai Sedan

## Turniej główny

### Faza grupowa

#### Grupa A
| Zawodnik        | Zawodnik        | Wynik |
| Allister Carter | Liang Wenbo     | 5:4   |
| Mark Allen      | Xiao Guodong    | 3:5   |
| Ryan Day        | Allister Carter | 3:5   |
| Liang Wenbo     | Xiao Guodong    | 5:2   |
| Mark Allen      | Allister Carter | 5:3   |
| Liang Wenbo     | Ryan Day        | 4:5   |
| Mark Allen      | Ryan Day        | 4:5   |
| Allister Carter | Xiao Guodong    | 4:5   |
| Liang Wenbo     | Mark Allen      | 5:3   |
| Ryan Day        | Xiao Guodong    | 5:2   |

| l.p. | Zawodnik        | M | MW | FW | FP | +/- |
| ---- | --------------- | - | -- | -- | -- | --- |
| 1    | Ryan Day        | 4 | 3  | 18 | 15 | +3  |
| 2    | Liang Wenbo     | 4 | 2  | 18 | 15 | +3  |
| 3    | Allister Carter | 4 | 2  | 17 | 17 | 0   |
| 4    | Xiao Guodong    | 4 | 2  | 14 | 17 | -3  |
| 5    | Mark Allen      | 4 | 1  | 15 | 18 | -3  |

#### Grupa B
| Zawodnik        | Zawodnik       | Wynik |
| Stephen Hendry  | Tian Pengfei   | 2:5   |
| Stephen Maguire | Jin Long       | 5:1   |
| Marco Fu        | Stephen Hendry | 5:4   |
| Stephen Maguire | Tian Pengfei   | 3:5   |
| Marco Fu        | Tian Pengfei   | 4:5   |
| Stephen Hendry  | Jin Long       | 2:5   |
| Marco Fu        | Jin Long       | 5:4   |
| Stephen Maguire | Stephen Hendry | 4:5   |
| Tian Pengfei    | Jin Long       | 1:5   |
| Stephen Maguire | Marco Fu       | 5:2   |

| l.p. | Zawodnik        | M | MW | FW | FP | +/- |
| ---- | --------------- | - | -- | -- | -- | --- |
| 1    | Tian Pengfei    | 4 | 3  | 16 | 14 | +2  |
| 2    | Stephen Maguire | 4 | 2  | 17 | 13 | +4  |
| 3    | Jin Long        | 4 | 2  | 15 | 13 | +2  |
| 4    | Marco Fu        | 4 | 2  | 16 | 18 | -2  |
| 5    | Stephen Hendry  | 4 | 1  | 13 | 19 | -6  |

### Faza pucharowa
|  |                         |                         |                         |              |   |                     |                     |                     |
|  | Półfinały Do 6 frame`ów | Półfinały Do 6 frame`ów | Półfinały Do 6 frame`ów |              |   | Finał Do 9 frame`ów | Finał Do 9 frame`ów | Finał Do 9 frame`ów |
|  | Półfinały Do 6 frame`ów | Półfinały Do 6 frame`ów | Półfinały Do 6 frame`ów |              |   | Finał Do 9 frame`ów | Finał Do 9 frame`ów | Finał Do 9 frame`ów |
|  |                         |                         |                         |              |   |                     |                     |                     |
|  |                         |                         |                         |              |   |                     |                     |                     |
|  | Stephen Maguire         | Stephen Maguire         | 3                       |              |   |                     |                     |                     |
|  | Stephen Maguire         | Stephen Maguire         | 3                       |              |   |                     |                     |                     |
|  | Ryan Day                | Ryan Day                | 6                       |              |   |                     |                     |                     |
|  | Ryan Day                | Ryan Day                | 6                       |              |   | Ryan Day            | Ryan Day            | 3                   |
|  |                         |                         |                         |              |   | Ryan Day            | Ryan Day            | 3                   |
|  |                         |                         | Tian Pengfei            | Tian Pengfei | 9 |                     |                     |                     |
|  | Liang Wenbo             | Liang Wenbo             | Tian Pengfei            | Tian Pengfei | 9 | 4                   |                     |                     |
|  | Liang Wenbo             | Liang Wenbo             |                         |              |   |                     |                     |                     |
|  | Tian Pengfei            | Tian Pengfei            | 6                       |              |   |                     |                     |                     |
|  | Tian Pengfei            | Tian Pengfei            | 6                       |              |   |                     |                     |                     |
|  |                         |                         |                         |              |   |                     |                     |                     |

## Kwalifikacje
Kwalifikacje odbyły się w dniach 16 – 18 lipca 2010.

### Faza grupowa

#### Grupa A
| Zawodnik     | Zawodnik   | Wynik |
| Li Hang      | Zhang Anda | 1:4   |
| Tian Pengfei | Li Hang    | 4:2   |
| Tian Pengfei | Zhang Anda | 2:4   |

| l.p. | Zawodnik     | M | MW | FW | FP | +/- |
| ---- | ------------ | - | -- | -- | -- | --- |
| 1    | Zhang Anda   | 2 | 2  | 8  | 3  | +5  |
| 2    | Tian Pengfei | 2 | 1  | 6  | 6  | 0   |
| 3    | Li Hang      | 2 | 0  | 3  | 8  | -5  |

#### Grupa B
| Zawodnik     | Zawodnik     | Wynik |
| Li Yan       | Jin Long     | 1:4   |
| Jin Long     | Xiao Guodong | 2:4   |
| Xiao Guodong | Li Yan       | 1:4   |

| l.p. | Zawodnik     | M | MW | FW | FP | +/- |
| ---- | ------------ | - | -- | -- | -- | --- |
| 1    | Jin Long     | 2 | 1  | 6  | 5  | +1  |
| 2    | Li Yan       | 2 | 1  | 5  | 5  | 0   |
| 3    | Xiao Guodong | 2 | 1  | 5  | 6  | -1  |

### Faza pucharowa
|  |                         |                         |                         |            |   |                     |                     |                     |
|  | Półfinały Do 4 frame`ów | Półfinały Do 4 frame`ów | Półfinały Do 4 frame`ów |            |   | Finał Do 5 frame`ów | Finał Do 5 frame`ów | Finał Do 5 frame`ów |
|  | Półfinały Do 4 frame`ów | Półfinały Do 4 frame`ów | Półfinały Do 4 frame`ów |            |   | Finał Do 5 frame`ów | Finał Do 5 frame`ów | Finał Do 5 frame`ów |
|  |                         |                         |                         |            |   |                     |                     |                     |
|  |                         |                         |                         |            |   |                     |                     |                     |
|  | Tian Pengfei            | Tian Pengfei            | 4                       |            |   |                     |                     |                     |
|  | Tian Pengfei            | Tian Pengfei            | 4                       |            |   |                     |                     |                     |
|  | Jin Long                | Jin Long                | 3                       |            |   |                     |                     |                     |
|  | Jin Long                | Jin Long                | 3                       |            |   | Tian Pengfei        | Tian Pengfei        | 5                   |
|  |                         |                         |                         |            |   | Tian Pengfei        | Tian Pengfei        | 5                   |
|  |                         |                         | Zhang Anda              | Zhang Anda | 3 |                     |                     |                     |
|  | Li Yan                  | Li Yan                  | Zhang Anda              | Zhang Anda | 3 | 3                   |                     |                     |
|  | Li Yan                  | Li Yan                  |                         |            |   |                     |                     |                     |
|  | Zhang Anda              | Zhang Anda              | 4                       |            |   |                     |                     |                     |
|  | Zhang Anda              | Zhang Anda              | 4                       |            |   |                     |                     |                     |
|  |                         |                         |                         |            |   |                     |                     |                     |

## Breaki stupunktowe
Turniej główny
- Liang Wenbo 140, 110, 108, 105, 100
- Mark Allen 137, 107, 107, 103, 102

- Marco Fu 136, 136, 111
- Tian Pengfei 133, 100
- Stephen Maguire 120, 116, 116, 105
- Allister Carter 114
- Ryan Day 114, 106, 102
- Jin Long 107, 100
- Stephen Hendry 100

Kwalifikacje
- Xiao Guodong 119
- Jin Long 114, 107
- Li Yan(inne języki) 113
- Zhang Anda 103